# Yannick Kocon
Yannick Kocon (Évry, 20 agosto 1986) è un pattinatore artistico su ghiaccio francese naturalizzato italiano, dapprima nel singolo, poi in coppia con Nicole Della Monica.
Fino al 2007 ha gareggiato per la Francia nell'individuale, partecipando anche ad un campionato del mondo juniores (2006).
Nel 2007-2008, dopo aver ottenuto la cittadinanza italiana (la madre è italiana), è passato a gareggiare per la federazione italiana, in coppia con Nicole Della Monica. La coppia è stata campione d'Italia nel 2009 e nel 2010. Vantano anche due sesti posti all'europeo (2009 e 2010) ed un decimo al mondiale 2009. Hanno partecipato a Vancouver 2010, dove hanno chiuso al 12º posto.

## Palmarès

### Con Della Monica per l'Italia
| Risultati                                  | Risultati      | Risultati      | Risultati      | Risultati      |
| Internazionali                             | Internazionali | Internazionali | Internazionali | Internazionali |
| Evento                                     | 2007–08        | 2008-09        | 2009–10        | 2010–11        |
| ------------------------------------------ | -------------- | -------------- | -------------- | -------------- |
| Giochi Olimpici Invernali                  |                |                | 12º            |                |
| Campionati Mondiali                        |                | 18º            |                |                |
| Campionati Europei                         |                | 6º             | 6º             |                |
| GP Cup of China                            |                |                |                | 6º             |
| GP Cup of Russia                           |                |                | 5º             |                |
| Cup de Nice                                |                |                |                | 2º             |
| Golden Spin                                |                | 2º             |                | R              |
| NRW Trophy                                 |                | 1º             | 1º             |                |
| International: Junior                      |                |                |                |                |
| Campionati Mondiali Juniores               | 14º            |                |                |                |
| National                                   |                |                |                |                |
| Campionati Italiani                        | 1º J.          | 1º             | 1º             | R              |
| GP = Grand Prix; J. = Junior; R = Ritirato |                |                |                |                |

### Individuale maschile per la Francia
| Internazionali             | Internazionali | Internazionali | Internazionali | Internazionali | Internazionali |
| Evento                     | 2002–03        | 2003–04        | 2004–05        | 2005–06        | 2006–07        |
| -------------------------- | -------------- | -------------- | -------------- | -------------- | -------------- |
| Cup de Nice                |                |                |                |                | 5°             |
| Internazionali: Junior     |                |                |                |                |                |
| Campionati mondiali        |                |                |                | 19°            |                |
| JGP Andorra                |                |                |                | 8°             |                |
| JGP Romania                |                |                | 9°             |                |                |
| JGP Slovacchia             |                |                |                | 8°             |                |
| JGP Ucraina                |                |                | 12°            |                |                |
| Gardena Spring Trophy      |                | 5°             |                |                |                |
| Nazionali                  |                |                |                |                |                |
| Campionati francesi        |                | 13°            | 8°             | 9°             | 13°            |
| Campionati francesi junior | 2°             | 4°             | 3°             |                |                |
| J = Junior                 |                |                |                |                |                |